# Forest Hills Tennis Classic
Il Forest Hills Tennis Classic è stato un torneo femminile di tennis che si disputava al West Side Tennis Club di Forest Hills negli USA. Fin dalla fondazione fece parte del WTA Tour, prima nella categoria Tier V e poi nella Tier IV. Si giocava sul cemento.

## Albo d'oro

### Singolare
| Anno | Campionessa         | Finalista        | Punteggio     |
| ---- | ------------------- | ---------------- | ------------- |
| 2008 | Lucie Šafářová      | Shuai Peng       | 6–4, 6–2      |
| 2007 | Gisela Dulko        | Virginie Razzano | 6–2, 6–2      |
| 2006 | Meghann Shaughnessy | Anna Smashnova   | 1–6, 6–0, 6–4 |
| 2005 | Lucie Šafářová      | Sania Mirza      | 3–6, 7–5, 6–4 |
| 2004 | Elena Lichovceva    | Iveta Benešová   | 6–2, 6–2      |